# Skenäktenskap
Skenäktenskap är ett begrepp som används om äktenskap som genomförs i annat syfte än att leva tillsammans under äktenskapsliknande former.  Det kan handla om att uppnå en viss juridisk eller social status, eller få ekonomiska fördelar.  En tänkbar juridisk fördel kan vara att få anknytning till makans eller makens land inför ansökan om uppehållstillstånd. Ett exempel på detta är Olof Palme som 1949 ingick skenäktenskap med en flykting från Tjeckoslovakien, för att hon skulle kunna lämna landet efter Pragkuppen. En tänkbar social fördel kan vara att dölja homosexualitet. Till exempel lär filmbolaget ha arrangerat ett skenäktenskap för skådespelaren Rock Hudson, för att ryktena om hans homosexualitet inte skulle skada hans karriär och bolagets ekonomi.
Skenäktenskap har flera gånger skildrats på film.  Den amerikanska filmen Gifta på låtsas (1990) behandlade detta tema. Det är också ett viktigt inslag i den amerikanska filmen Bröllopsfesten (1993).
"Skenskilsmässa", att makar formellt skiljer sig utan avsikt att faktiskt separera, förekommer också, till exempel med motivet att en "ensamstående" förälder kan vara berättigad till bidrag som ett gift par inte får.

## Sverige
Den som ansöker om uppehållstillstånd i Sverige på grund av anknytning genom äktenskap eller samboende får genomgå en prövning av Migrationsverket i syfte att avgöra om förhållandet är äkta eller ett skenäktenskap. Prövningen innefattar bland annat intervjuer med den sökande och den svenske partnern där deras kännedom om varandra prövas.  Den sökande måste också kunna visa upp någon form av belägg för att en äkta relation föreligger, till exempel fotografier eller brev.  År 2003 fattade Migrationsverket 17 700 beslut om sådana uppehållstillstånd. En femtedel fick avslag eftersom verket inte bedömde att deras förhållande var tillräckligt seriöst.  Det förekommer att personer får uppehållstillstånd genom skenäktenskap, men det förekommer också att personer med äkta relationer nekas uppehållstillstånd av Migrationsverket.